# Fabio Hofer
Fabio Hofer (* 23. Januar 1991 in Lustenau) ist ein österreichischer Eishockeyspieler, der seit Juli 2020 beim EHC Biel aus der Schweizer National League unter Vertrag steht und dort auf der Position des rechten Flügelstürmers spielt. Zuvor absolvierte Hofer unter anderem über 370 Spiele in der österreichischen Erste Bank Eishockey Liga (EBEL), wo er mit dem EC Red Bull Salzburg im Jahr 2011 die österreichische Meisterschaft gewann. 

## Karriere
Fabio Hofer begann seine Karriere in der Jugend und den Junioren des EHC Lustenau, die im U20-Bereich eine Spielgemeinschaft mit dem Dornbirner EC unter dem Namen SPG Dornbirn/Lustenau unterhielten. Ab der Saison 2008/09 spielte er fix für den Dornbirner EC in der zweitklassigen Nationalliga, wobei er noch im selben Jahr den Meistertitel feiern konnte. Nachdem die Mannschaft im Jahr 2009 Vizemeister geworden war, gewannen die Dornbirner auch 2010 den Meistertitel. Hofer beendete die Saison mit 41 Scorerpunkten bei 33 Einsätzen als einer der stärksten einheimischen Spieler.

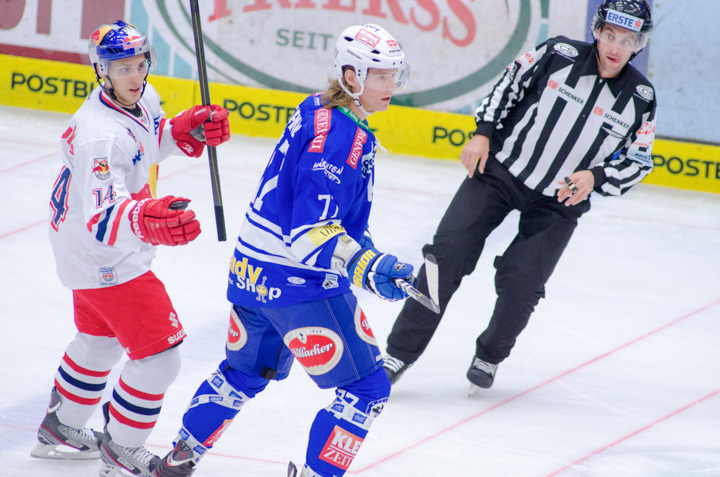
Hofer (links) im Trikot des EC Red Bull Salzburg (2013)

Im Mai 2010 wechselte Hofer zum EC Red Bull Salzburg in die höchste Spielklasse der multinationalen Erste Bank Eishockey Liga (EBEL), wo er bis 2014 verblieb. Im Jahr 2011 gewann der Stürmer mit dem Team sowohl den österreichischen Meistertitel als auch die European Trophy. Darüber hinaus spielte er für Salzburgs Farmteam elf Einsätze in der Nationalliga und 21 Einsätze im internationalen Red Bulls Hockey Rookies Cup. Im Sommer 2014 wurde Hofer vom EHC Black Wings Linz unter Vertrag genommen und kam in der zweiten Linie mit Rob Hisey und Andrew Kozek zum Einsatz. Der Offensivspieler kam in 42 Partien der Hauptrunde auf 29 Punkte, ehe er sich vor der Platzierungsrunde bei einem Länderspiel der Euro Ice Hockey Challenge gegen Italien am Knie verletzte und operiert werden musste. Er konnte daher nicht in den Playoffs eingesetzt werden, wo die Linzer das Halbfinale erreichten. Aufgrund seiner Leistungen erhielt er im Februar 2015 einen Kontrakt bis zum Ende der Spielzeit 2017/18 angeboten, den Hofer unterzeichnete. In der Saison 2015/16 erreichte Linz erneut das Halbfinale, wobei Hofer 41 Punkte beisteuerte und auch zweitbester österreichischer Torschütze der Liga hinter Manuel Geier vom EC KAC wurde.
Nach einem starken Spieljahr 2017/18, in dem er für Linz in 66 Einsätzen 27 Tore erzielt und 41 Vorlagen verbucht hatte, wurde er beginnend mit der Saison 2018/19 vom HC Ambrì-Piotta aus der Schweizer National League verpflichtet. Beim HCAP verbrachte der Österreicher zwei Spielzeiten, ehe er im Sommer 2020 zum Ligakonkurrenten EHC Biel wechselte. Dort unterzeichnete er zunächst einen Zweijahresvertrag, der später zunächst um zwei und anschließend um vier Jahre bis zum Sommer 2028 verlängert wurde. Mit Biel erreichte Hofer am Ende der Saison 2022/23 die Vizemeisterschaft.

### International

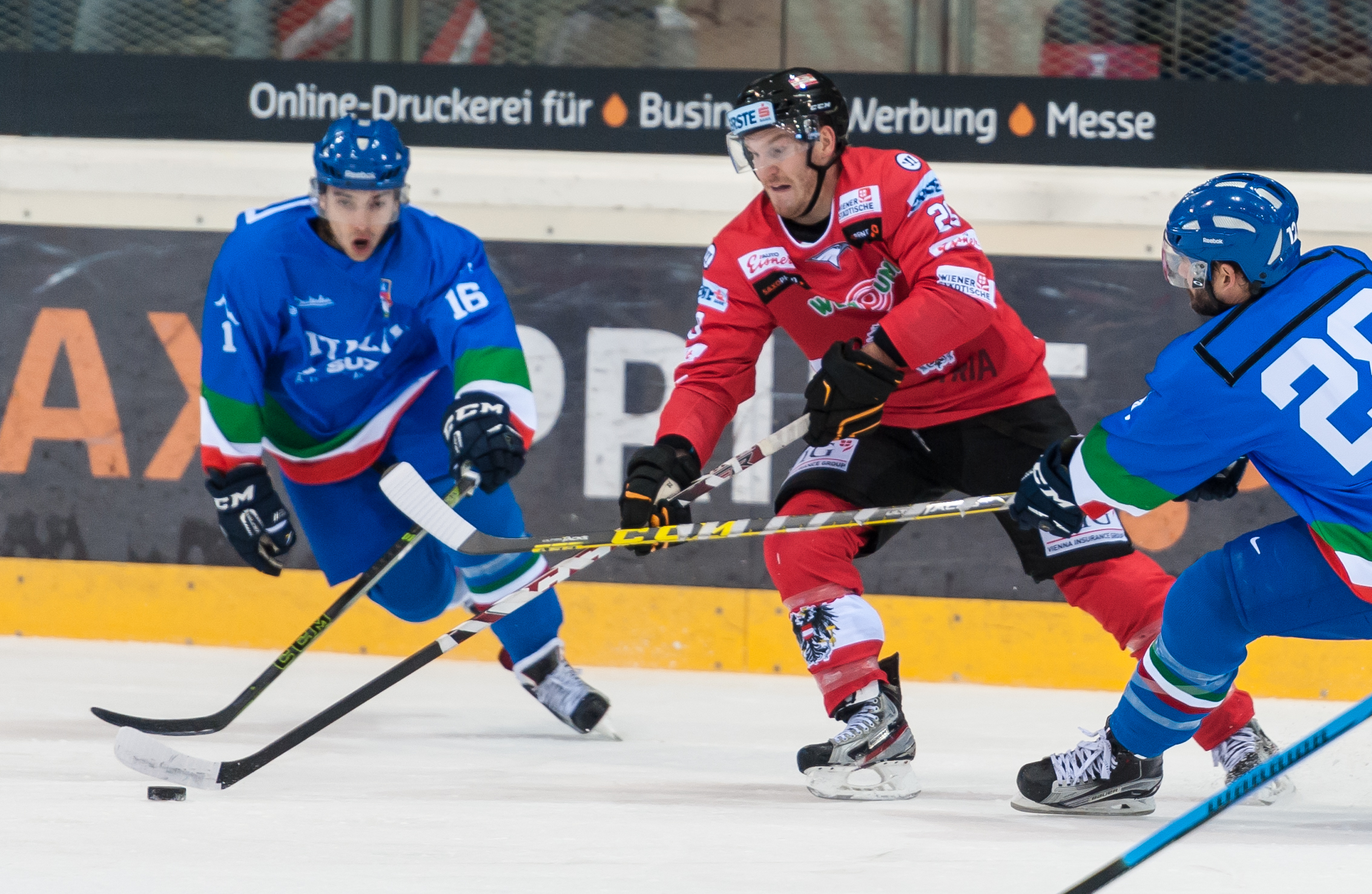
Hofer (Bildmitte) als Spieler der österreichischen Nationalmannschaft (2016)

Fabio Hofer war Teilnehmer der U18-Junioren-Weltmeisterschaft der Division I 2009 sowie der U20-Junioren-Weltmeisterschaften der Jahre 2010 und 2011 in der Division I. Im Jahr 2011 wurde Hofer zudem mit sechs Punkten in fünf Spielen als bester österreichischer Spieler der Titelkämpfe ausgezeichnet.
Sein Debüt für die österreichische A-Nationalmannschaft gab der Angreifer am 12. November 2011 bei der 1:5-Niederlage in einem Freundschaftsspiel gegen Japan im ungarischen Miskolc. Während der Weltmeisterschaft der Division IA 2016 wurde Hofer für den WM-Kader nachnominiert und kam auf vier Einsätze, in denen er zwei Tore vorbereitete. Die Österreicher beendeten die WM auf dem vierten Platz der Division. Auch bei der Weltmeisterschaft 2017 spielte er mit den Alpenländlern in der Division IA. Diesmal gelang der Aufstieg in die Top-Division, wo er im Folgejahr ebenfalls zum Aufgebot gehörte.

## Erfolge und Auszeichnungen
| - 2008 Meister der Nationalliga mit dem Dornbirner EC - 2010 Meister der Nationalliga mit dem Dornbirner EC - 2011 European-Trophy-Gewinn mit dem EC Red Bull Salzburg | - 2011 Österreichischer Meister mit dem EC Red Bull Salzburg - 2023 Schweizer Vizemeister mit dem EHC Biel |

### International
- 2017 Aufstieg in die Top-Division bei der Weltmeisterschaft der Division IA

## Karrierestatistik
Stand: Ende der Saison 2024/25

### International
Vertrat Österreich bei:
| - U18-Junioren-Weltmeisterschaft der Division I 2009 - U20-Junioren-Weltmeisterschaft 2010 - U20-Junioren-Weltmeisterschaft der Division I 2011 | - Weltmeisterschaft der Division IA 2016 - Weltmeisterschaft der Division IA 2017 - Weltmeisterschaft 2018 |

(Legende zur Spielerstatistik: Sp oder GP = absolvierte Spiele; T oder G = erzielte Tore; V oder A = erzielte Assists; Pkt oder Pts = erzielte Scorerpunkte; SM oder PIM = erhaltene Strafminuten; +/− = Plus/Minus-Bilanz; PP = erzielte Überzahltore; SH = erzielte Unterzahltore; GW = erzielte Siegtore; 1 Play-downs/Relegation; Kursiv: Statistik nicht vollständig)